# Gondomar (Portugal)
Gondomar es una ciudad portuguesa perteneciente al distrito de Oporto, Región estadística del Norte (NUTS II) y comunidad intermunicipal de Gran Área Metropolitana de Oporto (NUTS III), con cerca de 25 700 habitantes.

## Geografía
Es sede de un municipio con 133,26 km² de área y 164 277 habitantes (2021), subdividido en 7 freguesias. El municipio está limitado al nordeste por los municipios de Valongo y Paredes, al sureste por Penafiel y Castelo de Paiva, al sur por Arouca y Santa Maria da Feira, al sudoeste por Vila Nova de Gaia, al oeste por Oporto y al noroeste por Maia.

## Freguesias
Las freguesias de Gondomar son las siguientes:
- Baguim do Monte
- Fânzeres e São Pedro da Cova
- Foz do Sousa e Covelo
- Gondomar (São Cosme), Valbom e Jovim
- Lomba
- Melres e Medas
- Rio Tinto

## Demografía
| Gráfica de evolución demográfica de Gondomar entre 1849 y 2021 |
|                                                                |
| Datos según el nomenclátor publicado por el INE portugués.     |